# Irlande au Concours Eurovision de la chanson 1980
L'Irlande a participé au Concours Eurovision de la chanson 1980 à La Haye, au Royaume-Uni. C'est la 16e participation et la 2e victoire de l'Irlande au Concours Eurovision de la chanson.
Le pays est représenté par Johnny Logan et la chanson What's Another Year, sélectionnés lors d'une finale nationale organisée par Raidió Teilifís Éireann.

## Sélection
Raidió Teilifís Éireann (RTÉ) organise une finale nationale pour sélectionner l'artiste et la chanson qui représenteront l'Irlande au Concours Eurovision de la chanson 1980.
La finale nationale, présentée par l'animateur Larry Gogan, a eu lieu le 9 mars 1980 aux studios RTÉ à Dublin.
Huit chansons ont été interprétées en direct aux téléspectateurs et auditeurs irlandais. La chanson gagnante est choisie par les votes de dix jurys régionaux à travers l'Irlande. Le gagnant de la sélection remportera par la suite le Concours Eurovision de la chanson 1980, la deuxième fois que l'Irlande remporte le concours, dix années après sa première victoire.

### Finale nationale
| Ordre | Artiste                          | Chanson                   | Traduction                            | Points | Place |
| ----- | -------------------------------- | ------------------------- | ------------------------------------- | ------ | ----- |
| 1     | Roy Taylor & Karen Black         | Lovin' Won't Let You Down | Aimer ne te laissera pas tomber       | 13     | 3     |
| 2     | The Straw Hat and Garter Company | Take Me Back Again        | Reprends-moi encore                   | 2      | 8     |
| 3     | Eileen Reid                      | The Saddest Show on Earth | Le spectacle le plus triste sur Terre | 10     | 4     |
| 4     | Charlie Chapman & The Miami      | You're So Cheeky          | Tu es si effrontée                    | 5      | 5     |
| 5     | Johnny Logan                     | What's Another Year       | Qu'est-ce qu'une autre année          | 40     | 1     |
| 6     | The Dajacs                       | You Have                  | Tu as                                 | 4      | 7     |
| 7     | Peter Beckett (en)               | Stepping Stones           | Tremplins                             | 21     | 2     |
| 8     | Romance                          | Love Is All There Is      | L'amour c'est tout ce qu'il y a       | 5      | 5     |

## À l'Eurovision

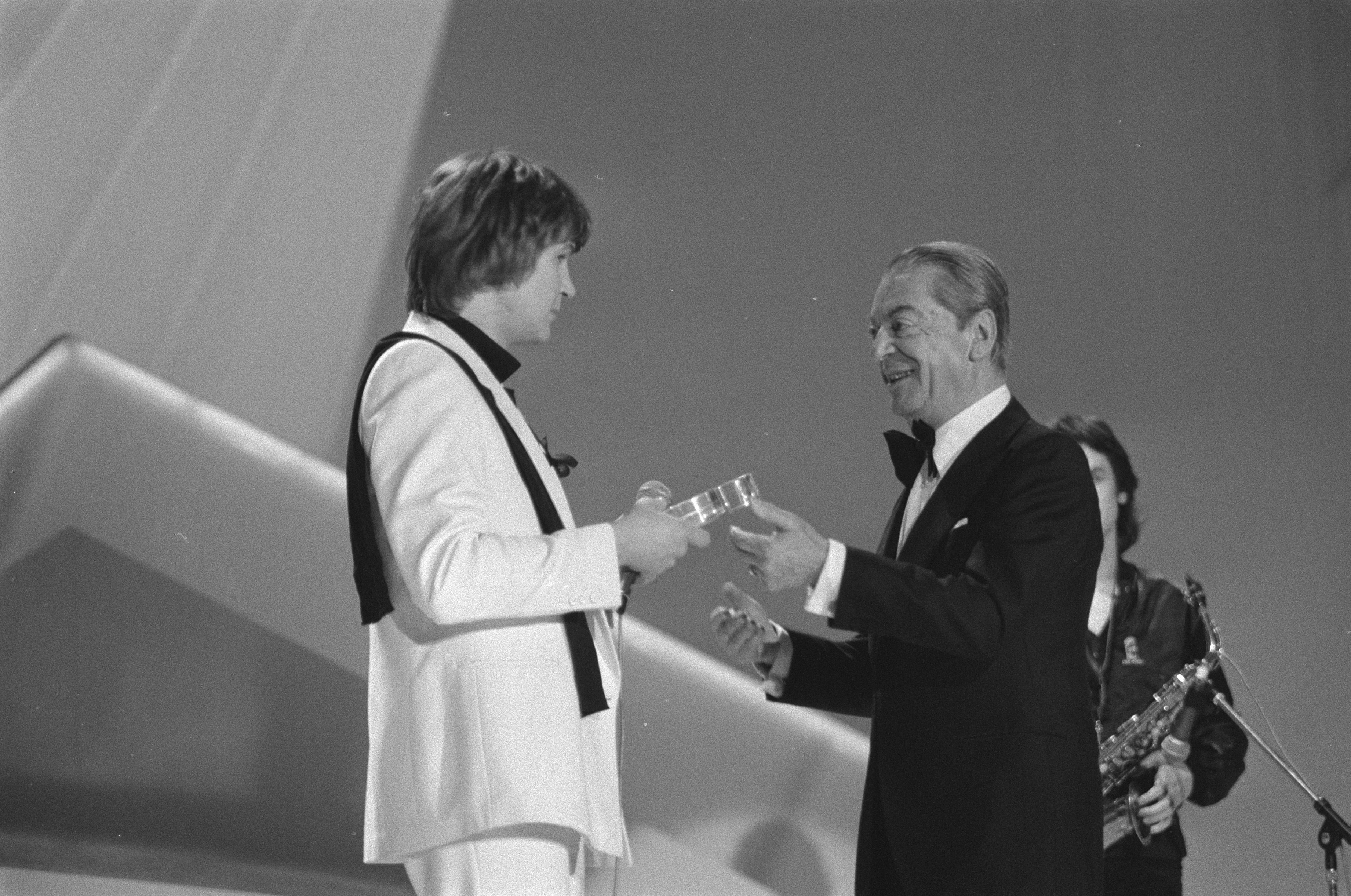
Marcel Bezençon, ancien directeur de l'Union européenne de radio-télévision, remet le prix de l'Eurovision 80 à Johnny Logan.

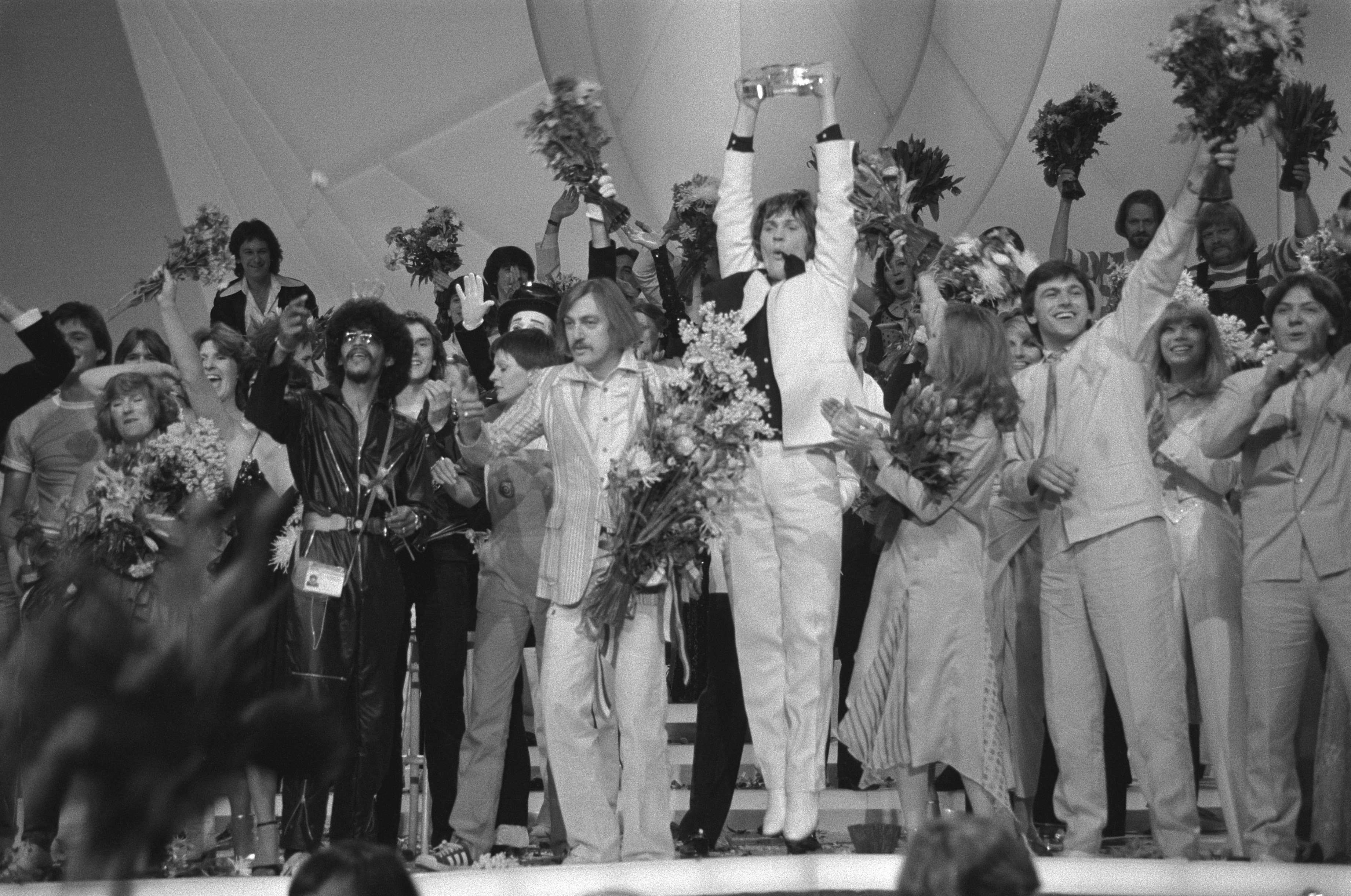
Johnny Logan après avoir remporté l'Eurovision, entouré des autres participants de 1980.

### Points attribués par l'Irlande
| 12 points | Suisse      |
| 10 points | Autriche    |
| 8 points  | Luxembourg  |
| 7 points  | Portugal    |
| 6 points  | Royaume-Uni |
| 5 points  | Allemagne   |
| 4 points  | Grèce       |
| 3 points  | France      |
| 2 points  | Italie      |
| 1 point   | Pays-Bas    |

### Points attribués à l'Irlande
| 12 points                                                                  | 10 points  | 8 points            | 7 points                       | 6 points   |
| -------------------------------------------------------------------------- | ---------- | ------------------- | ------------------------------ | ---------- |
| - Allemagne - Belgique - Danemark - Grèce - Norvège - Royaume-Uni - Suisse | - Autriche | - Finlande - France | - Espagne - Luxembourg - Suède | - Pays-Bas |
| 5 points                                                                   | 4 points   | 3 points            | 2 points                       | 1 point    |
| - Portugal                                                                 |            |                     |                                | - Italie   |

Johnny Logan interprète What's Another Year en 17e position, après la France et avant l'Espagne. Au terme du vote final, la Irlande termine 1re sur 19 pays avec 143 points.